# Cừu Xalda
Cừu Xalda là một giống cừu có nguy cơ bị tuyệt chủng sinh sống tại vùng Asturias, thuộc khu vực miền Bắc Tây Ban Nha.

## Lịch sử
Xalda là một trong những giống cừu lâu đời nhất ở Tây Ban Nha. Giống cừu được ghi nhận lần đầu tiên vào năm 27 TCN, bởi nhà sử học Hy Lạp Estruban.
Cừu giống này từng rất phổ biến trong phạm vi vùng bản địa của nó, với ước tính 6.000 cá thể sinh sống trong thế kỷ thứ 12. Trong thời kỳ hưng thịnh, Xalda là một phần quan trọng của nền văn hóa và lịch sử của Asturias. Tuy nhiên, giống cừu này bắt đầu giảm số lượng vào những năm 1940 do sự lãng quên dần của vùng nông thôn trong phạm vi bản địa của nó. Xalda cũng phải đối mặt với sự cạnh tranh từ các giống cừu chuyên hóa cho mục đích lấy sữa vốn trở nên phổ biến trong số các nhà sản xuất phô mai. Dù có giảm sút, đến năm 1980 chỉ có 800 cá thể cừu Xalda thuần chủng vẫn còn sống, và khi thành lập của hiệp hội các nhà lai tạo vào năm 1992, chỉ còn 400 cá thể cừu Xalda thuần chủng.

## Sử dụng
Xalda thường được nuôi để lấy thịt. Thịt cừu Xalda thường được coi là có chất lượng rất cao. Thịt có hàm lượng protein rất cao và rất mềm. Chúng cũng được nuôi để lấy lèn len trong thời kỳ hưng thịnh của giống, và ở một số thị trấn, lông của chúng là thành phần tạo nên gần như tất cả quần áo của thị trấn.